# 迦太基 (阿肯色州)
迦太基（英語：Carthage）是一個位於美國阿肯色州達拉斯縣的城市。

## 地理
迦太基的座標為34°04′24″N 92°33′22″W / 34.07333°N 92.55611°W，而該地的平均海拔高度為94米（即308英尺）。

## 人口
根據2020年美國人口普查的數據，迦太基的面積為2.56平方千米，皆為陸地。當地共有人口222人，而人口密度為每平方千米86人。